# Новофедоровка (Аургазинський район)
Новофе́доровка (рос. Новофёдоровка, башк. Яңы Федоровка) — присілок у складі Аургазинського району Башкортостану, Росія. Входить до складу Ібраєвської сільської ради.
20 липня 2005 року до присілка був приєднано селище Красний Восток (населення станом на 2002 рік — 55 осіб, 100% башкирів)
Населення — 799 осіб (2010; 821 в 2002).
Національний склад:
- башкири — 95%